# Буризини-Ваувау (окръг)
Окръг Буризини-Ваувау (на малгашки: District d'Boriziny-Vaovao; на френски: Port-Bergé) е окръг в Мадагаскар, провинция Махадзанга, регион Суфиа. Населението на окръга през 2011 година е 179 175 души. Площта му е 7047 km². Административен център е град Буризини.

## Административно деление
Окръгът се състои от 15 общини (каоминини):
- Амбандзабе
- Амбадимахабибу
- Амбудисакуана
- Амбудивунгу
- Ампарихи
- Анджанумева
- Буризини
- Буризини II
- Леандза
- Маеваранухели
- Марувату
- Царахасина
- Царахасина I
- Цинингиа
- Циндзумитунджака